# Flygtrafiktjänstskolan
Flygtrafiktjänstskolan (FFL) är en fack- och funktionsskola för markförbanden inom svenska flygvapnet som verkat i olika former sedan 1964. Förbandsledningen är förlagd i Halmstads garnison i Halmstad.

## Historik
Flygtrafiktjänstskolan  bildades 1964 vid dåvarande Roslagens flygkår (F 2). År 1971 presenterade Försvarets fredsorganisationsutredning (FFU) en utredning gällande förändringar inom Flygvapnets fredsorganisation. FFU föreslog att samtliga flygkårer skulle avvecklas inklusive en jaktflottilj, det vill säga Roslagens flygkår (F 2) i Hägernäs, Svea flygkår (F 8) i Barkarby, Hallands flygkår (F 14) och Södertörns flygflottilj (F 18) vilka skulle avvecklas under 1972. Istället skulle två markskoleförband bildas för utbildning i marktjänst, Flygvapnets Halmstadsskolor (F 14) och Flygvapnets Södertörnsskolor (F 18). Därmed kom Flygtrafiktjänstskolan vid Roslagens flygkår att överföras 1973 till Krigsflygskolan. Skolan lokaliserades till Herrevadskloster strax utanför Ljungbyhed.
Inför försvarsbeslutet 1996 föreslog överbefälhavaren i Försvarsmaktsplan 1997 (FMP–97) att Krigsflygskolan i Ljungbyhed skulle avvecklas. Flygtrafiktjänstskolan föreslogs omlokaliseras till Ängelholm och bli en del av Skånska flygflottiljen. Regeringen föreslog genom sin proposition gällande etapp 2 av försvarsbeslutet, att Krigsflygskolan skulle avvecklas senast den 30 juni 1998. Men hade en avvikande åsikt gällande lokalisering av Flygtrafiktjänstskolan, då man i sin proposition istället föreslog en omlokalisering till Halmstad, för att där bli en del av det nya skolförbandet Flygvapnets Halmstadsskolor.
Efter att riksdagen antog försvarsbeslutet tillsattes en skolutredning, vilken fick i uppdrag att utreda samordningsvinster genom en minskning av antalet utbildningsplatser vid Försvarsmaktens olika skolor. Inför 1998 års statsbudget föreslog regeringen i sin proposition att Försvarsmaktens Halmstadsskolor skulle inrättas i Halmstad, vilken Flygtrafiktjänstskolan kom att underställas och blev där en fackskola för utbildning i flygtrafiktjänst. Inför försvarsbeslutet 2004 föreslog regeringen en större omorganisation av Försvarsmaktens skolor, vilken bland annat medförde att Försvarsmaktens Halmstadsskolor upplöstes och ersattes av Försvarsmaktens tekniska skola vilken övertog förvaltningsansvaret för Flygtrafiktjänstskolan.

## Verksamhet
Flygtrafiktjänstskolan svarade för utbildning av reservofficerare i flygtrafiktjänst, grundutbildning av värnpliktiga trafikledarbiträden samt specialutbildning av flygtrafikledningspersonal till krigsorganisationen. 

## Förläggningar och övningsplatser
När skolan bilades 1964 var den förlagd till Roslagens flygkårs kasernetablissementet i Hägernäs i Stockholm. År 1973 omlokaliserades skolan till Herrevadskloster strax utanför Ljungbyhed, där den var förlagd fram till 1998, då den omlokaliserades till Hallands flygflottiljs tidigare flottiljområde, där den samlokaliserades med Försvarsmaktens Halmstadsskolor och från 2005 med Försvarsmaktens tekniska skola.

## Förbandschefer
- 1964–20xx: ???

## Namn, beteckning och förläggningsort
| Flygtrafikledningsskolan          | 1964-??-?? | – | 1973-??-?? |
| Förberedande flygledarskolan      | 1973-??-?? | – | 1987-??-?? |
| Flygvapnets flygtrafiktjänstskola | 1987-??-?? | – | 1998-12-31 |
| Flygtrafiktjänstskolan            | 1999-01-01 | – |            |

| FTLS | 1964-??-?? | – | 1973-??-?? |
| FFLS | 1973-??-?? | – | 1998-12-31 |
| FFL  | 1999-01-01 | – |            |

| Stockholms garnison (F)  | 1964-??-?? | – | 1973-??-?? |
| Ljungbyheds garnison (F) | 1973-??-?? | – |            |
| Halmstads garnison (F)   | 1999-01-01 | – |            |